# Bit
Bit (z ang., kawałek, także skrót od binary digit, czyli cyfra dwójkowa) – najmniejsza ilość informacji potrzebna do określenia, który z dwóch równie prawdopodobnych stanów przyjął układ. Jednostka logiczna.
Jest to również najmniejsza jednostka informacji używana w odniesieniu do sprzętu komputerowego, a oznaczana jest za pomocą „b”. Często mylnie używa się podstawowych przedrostków z układu SI (o mnożniku 1000), podczas gdy powinny być stosowane przedrostki binarne (mnożnik 1024). Należy więc zachować ostrożność przy interpretacji treści.
Bit przyjmuje jedną z dwóch wartości, które zwykle określa się jako 0 (zero) i 1 (jeden), choć można przyjąć dowolną inną parę wartości, np. prawda i fałsz, tak lub nie czy -1 i +1. W pierwszym przypadku bit jest tożsamy z cyfrą w systemie dwójkowym.
Binarny sposób zapisu informacji związany jest z tym, że komputer jako urządzenie cyfrowe rozpoznać może dwa stany napięciowe:
- 0 – zerowe lub bardzo niskie (mniej niż 10% wartości wysokiego)
- 1 – wysokie napięcie (np. 5V[2]).

Z tego względu obliczenia wykonywane przez procesor opierają się na binarnym (dwójkowym) systemie liczbowym.
We wczesnej historii komputeryzacji istniały komputery opierające się na dziesiętnym systemie liczenia, lecz okazał się on mało efektywny w praktyce. Powstał także jeden komputer liczący w systemie trójkowym.
Szybkość transmisji danych i przepustowość kanału transmisji mierzy się w bitach na sekundę (bps, b/s, bit/s), kilobitach na sekundę (kb/s), megabitach na sekundę (Mb/s) czy w gigabitach na sekundę (Gb/s).

## Jednostki pokrewne
Szanon (Sh, ang. shannon) jest używany jako jednostka ilości informacji i czasem odróżniany od bitu traktowanego jako jednostka ilości miejsca zajętego przez tę informację (jeśli informacja zajmuje 1000 bitów, ale da się skompresować bezstratnie do 500, to ma 500 szanonów). 
Nat jest jednostką ilości informacji mierzonej przez logarytm naturalny ilości możliwości (1 nat = log2(e) bitów, 1 bit = ln(2) natów).
Ban lub hartlej (alternatywna nazwa; ang. hartley) jest jednostką mierzącą ilość informacji ilością cyfr dziesiętnych potrzebnych do zapisania informacji (z ułamkami, więc 1 ban = ln(10) natów = log2(10) bitów).
Bajt jest minimalną ilością adresowalnej pamięci w komputerze, zwykle jest równy oktetowi (8 bitów).
Jako słowo może być określony rozmiar rejestru uniwersalnego procesora, lub szerokość magistrali danych (uwaga: komputer może mieć wiele magistrali o różnych szerokościach – wtedy określa się słowo dla wskazanej magistrali); z zasady jest wielokrotnością bajta.